# Nakajima Ki-49
Il Nakajima Ki-49 (中島 キ49?, Nakajima ki yonjūkyū), identificato anche come Bombardiere pesante Tipo 100 (一〇〇式重爆撃機 呑龍?, Hyaku-shiki jū bakugekiki) e con il nome popolare di Donryu (dedicato al monaco buddista Donryu, in giapponese 呑竜), nome in codice alleato Helen era un bombardiere medio bimotore ad ala media sviluppato dall'azienda aeronautica giapponese Nakajima Hikōki KK nei tardi anni trenta.
Utilizzato dal Dai-Nippon Teikoku Rikugun Kōkū Hombu, il servizio aereo dell'esercito imperiale giapponese durante la seconda guerra mondiale, il Ki-49 era un bimotore della seconda generazione di bombardieri monoplani, impiegato dal 1942 in poi come aereo da bombardamento medio-pesante e talvolta come aerosilurante. Tuttavia, pur fornendo prestazioni più elevate del precedente pari ruolo Mitsubishi Ki-21, non riuscì ad essere rilevante nelle sorti belliche quanto il predecessore, anche a causa del rapido deterioramento della situazione bellica per i giapponesi.
La produzione finale si attestò a circa 800 esemplari.

## Storia del progetto
Il progetto del Ki-49 si deve alla necessità di sostituire nell'aviazione dell'esercito imperiale il precedente bombardiere Mitsubishi Ki-21.

## Versioni
Ki-49
prototipo e modelli di preserie motorizzati con Nakajima Ha-5 KAI da 950 hp o Ha-41 da 1 250 hp. La versione di preserie adottò modifiche minime.
Ki-49-I
prima versione di serie, denominata ufficialmente Bombardiere pesante Tipo 100 Modello 1.
Ki-49-II
prototipo motorizzato con due radiali Nakajima Ha-109, realizzato in 2 esemplari.
Ki-49-IIa
sviluppo del Ki-49-II
Ki-49-IIb
armato con mitragliatrici Ho-103 da 12,7 mm.
Ki-49-III
prototipo motorizzato con due Nakajima Ha-117 da 2 420 hp (1 805 kW), realizzato in 6 esemplari.

### Varianti
Ki-58
variante caccia di scorta dotata di motorizzazione Ha-109 ed armamento pesante formato da 5 cannoni da 20 mm e 3 mitragliatrici da 12,7 mm. Venne realizzato in 3 prototipi.
Ki-80
ricognitore (pathfinder). Realizzato in 2 prototipi venne utilizzato come laboratorio volante per sperimentazioni.
- Produzione totale: 819 esemplari in tutte le versioni (inclusi i 617 prodotti dalla Nakajima ed oltre 50 dalla Tachikawa)

## Utilizzatori
Giappone
- Dai-Nippon Teikoku Kaigun Kōkū Hombu

 Indonesia
- Angkatan Udara Republik Indonesia

velivolo ex-giapponese utilizzato dalle forze di guerriglia indonesiane nel periodo postbellico.
 Siam
- Kongthap Akat Thai

operò con un Nakajima Ki-49 come aereo da trasporto postbellico nel periodo 1945-46